# Hiéroglyphe égyptien M35
Le tas de grain, en hiéroglyphes égyptiens, est classifié dans la  section M « Arbres et plantes » de la liste de Gardiner ; il y est noté M35.

## Représentation
Il représente un tas de grain.

## Utilisation
C'est un déterminatif du champ lexical des tas et empilements.
| b · n | b · n | O24 |

| b · n | b · n | O24 |

| w | b | n · M35 |

| w | b | n · M35 |